# NGC 4666
NGC 4666 (другие обозначения — UGC 7926, MCG 0-33-8, ZWG 15.15, PGC 42975) — спиральная галактика с перемычкой (SBc) в созвездии Дева.
Этот объект входит в число перечисленных в оригинальной редакции «Нового общего каталога».
В галактике вспыхнула сверхновая SN 1965H. Её пиковая видимая звёздная величина составила 14.